# IC 2322
IC 2322 је појединачна звијезда у сазвјежђу Рак која се налази на листи објеката дубоког неба у Индекс каталогу.
Деклинација објекта је + 18° 29' 2" а ректасцензија 8h 21m 39,0s.